# Plazuela de Belén (Iquitos)
La plazuela de Belén es un parque urbano ubicado en el distrito homónimo, de la provincia de Maynas, departamento de Loreto. Se encuentra en la ciudad de Iquitos, al noreste del Perú.

## Historia
Fue inaugurado en 1965, durante el primer gobierno de Fernando Belaúnde Terry. La plazuela está formada por monumentos obsequiados por la comunidad inmigrante china en la ciudad en 1900, estos monumentos se encontraban originalmente en la plaza 28 de Julio, para 1969 es donde la glorieta china de 28 de Julio son trasladadas a la plazuela de Belén. El espacio público esta dentro de la zona baja del barrio de Belén.

## Descripción
En lo que respecta a la zona metropolitana, la plazuela esta en medio de la calle Venecia, como es un área cerca al mercado, en los alrededores de la plazuela hay la presencia de vendedores ambulantes y ropavejeros. En 2015 se proyecto que estos vendedores y ropavejeros sean trasladados a la Nueva Ciudad de Belén en la ruta departamental LO-103, dicho proyecto de traslado fracaso.
Su condición de lugar de comercio, lo hizo convertirse en espacio de personas de mal vivir como consumidores de droga debido a la poca presencia de la Policía Nacional del Perú.
Durante las inundaciones de 2012, la plazuela al estar cerca del río Itaya se vio sumergida.